# Tanishaa Mukerji
Tanisha Mukerji (Bombay, 3 maart 1978) is een Indiaas actrice die voornamelijk in Hindi films speelt.

## Biografie
Tanisha is de dochter van actrice Tanuja en de jongere zus van actrice Kajol. Ze maakte haar debuut in 2003 in Bollywood met Sssshhh.... Ze speelde de hoofdrol in haar tweede film Popcorn Khao! Mast Ho Jao (2004). Ze verscheen ook in diverse televisieprogramma's, waaronder in 2013 in de realityshow Bigg Boss.

## Filmografie
| Jaar | Film                      | Rol             | Opmerking     |
| ---- | ------------------------- | --------------- | ------------- |
| 2003 | Sssshhh...                | Mahek Gujral    |               |
| 2004 | Popcorn Khao! Mast Ho Jao | Tanya           |               |
| 2005 | Neal 'n' Nikki            | Nikkita Bakshi  |               |
| 2005 | Sarkar                    | Avantika        |               |
| 2005 | Tango Charlie             | Lachchi Narayan |               |
| 2007 | Unnale Unnale             | Deepika         | Tamil film    |
| 2008 | One Two Three             | Chandni         |               |
| 2008 | Kantri                    | Pyaasi Priya    | Telugu film   |
| 2008 | Sarkar Raj                | Avantika        |               |
| 2010 | Tum Milo Toh Sahi         |                 | nummer "Loot" |
| 2016 | Anna                      | Shikha          |               |
| 2021 | Code Name Abdul           | Salma           |               |
| 2024 | Luv You Shankar           | vrouw van Rudra |               |